# Aramaico giudaico palestinese
L'Aramaico giudaico palestinese è una lingua morta appartenente al gruppo delle lingue semitiche e parlata in Galilea. È il dialetto con cui furono scritti: il Talmud di Gerusalemme (completato nel V secolo), il midrash nonché commentari della Bibbia e insegnamenti.

## Storia
Nel 135, dopo la rivolta di Bar-Kokhba, molti ebrei, espulsi da Gerusalemme, si spostarono in Galilea. Il dialetto di questa regione passò quindi dall'oblio ad una diffusione come standard per tutti gli Ebrei occidentali; non era parlato solo nella regione, ma anche nei dintorni.

## Grammatica
Le sei coniugazioni del verbo giudeo-aramaico palestinese (binyanim)la qualità dell'azione viene espresso attraverso sei particolari forme verbali (binyanim) in aramaico giudaico palestinese: La forma attiva pe'al, la forma passiva itpe'el, la forma causativa af'el, la forma causativa-passiva ittafal, la forma intensiva pa'el e la forma intensiva-passiva  Itpa'al .
| aramaico giudaico babilonese | ebraico biblico | esempio aramaico | esempio ebraico biblico | traduzione italiana |
| פְּעַל Pe'al                    | קַל Qal/Pa'al    | כְּתַב              | כָּתַב                     | lui ha scritto      |
| אִתְפְּעֵל ithpe'el               | נִפְעַל Niphal     | אִתְכְּתֵיב           | נִכְּתַב                    | È stato scritto     |
| אַפְעֵל Aph'el                  | הִפְעִיל Hiphil    | אַפְקֵד             | הִפְקִיד                   | ha depositato       |
| אִתַפְעַל Ittaph'al              | הָפְעַל Hophal     | אִתַפְקַד            | הָפְקַד                    | è stato depositato  |
| פַּעֵל Pa'el                    | פִּעֵל Pi'el       | קַדֵיש             | קִדֵש                     | ha santificato      |
| אִתְפַּעַל Ithpa'al               | נִתְפַּעַל Nitpa'al  | וְיִתְקַדַּשׁ           | נִתְקַדַּשׁ                   | è stato santificato |

passato
| passato ebraico parallelo | passato aramaico giudaico palestinese | la romanizzazione del aramaico giudaico palestinese | traduzione italiana |
| (אני) קטלתי               | קטלית                                 | qatlet                                              | io ho ucciso        |
| (אתה) קטלת                | קטלת                                  | qtalt                                               | tu hai ucciso       |
| (הוא) קטל                 | קטל                                   | qtal                                                | egli ha ucciso      |
| (אנחנו) קטלנו             | קטלנן                                 | qtalnan                                             | noi abbiamo ucciso  |
| (אתם) קטלתם               | קטלתון                                | qtalton                                             | voi avete ucciso    |
| (הם) קטלו                 | קטלו                                  | qtalu                                               | essi hanno ucciso   |

presente
| presente ebraico parallelo | presente aramaico giudaico palestinese | la romanizzazione del aramaico giudaico palestinese | traduzione italiana |
| קוטל                       | קטל                                    | qatel                                               | egli uccide         |
| קוטלת                      | קטלה                                   | qatla                                               | lei uccide          |
| קוטלים                     | קטלין                                  | qatlin                                              | essi uccidono       |
| קוטלות                     | קטלן                                   | qatlan                                              | esse uccidono       |

futuro
| futuro ebraico parallelo | futuro aramaico giudaico palestinese | la romanizzazione del aramaico giudaico palestinese | traduzione italiana |
| (אני) אקטול              | נקטול                                | neqtol                                              | io ucciderò         |
| (אתה) תקטול              | תקטול                                | teqtol                                              | tu ucciderai        |
| (הוא) יקטול              | יקטול                                | yeqtol                                              | egli ucciderà       |
| (אנחנו) נקטול            | נקטול                                | neqtol                                              | noi uccideremo      |
| (אתם) תקטלו              | תקטלון                               | teqtelun                                            | voi ucciderete      |
| (הם) יקטלו               | יקטלו                                | yeqtelu                                             | essi uccideranno    |

## Classificazione
- Lingue afro-asiatiche
  - Lingue semitiche
    - Lingue semitiche occidentali
      - Lingua aramaica
        - Aramaico giudaico palestinese